# ウッドソン郡 (カンザス州)
ウッドソン郡（英: Woodson County 標準略語：WO）は、アメリカ合衆国カンザス州の南東部に位置する郡である。2010年国勢調査での人口は3,309人であり、2000年の3,788人から12.6%減少した。郡庁所在地はイエーツセンター市（人口1,417人）であり、同郡で人口最大の都市でもある。

## 法と政府
ウッドソン郡はアルコールを禁じる、すなわち「ドライ」の郡だったが、1986年にカンザス州憲法が修正され、住民は投票で個人が嗜むアルコール飲料の販売を承認した。ただし、食料販売量の30%までという制限が付いた。この制限は2008年の住民投票で撤廃された。

## 地理
アメリカ合衆国国勢調査局に拠れば、郡域全面積は505.25平方マイル (1,308.6 km2)であり、このうち陸地は497.82平方マイル (1,289.34 km2)、水域は7.43平方マイル (19.25 km2)で水域率は1.47%である。

### 隣接する郡
- コフィー郡 - 北
- アンダーソン郡 - 北東
- アレン郡 - 東
- ネオショ郡 - 南東
- ウィルソン郡 - 南
- グリーンウッド郡 - 西

## 人口動態

人口ピラミッド

以下は2000年の国勢調査による人口統計データである。
| 基礎データ - 人口: 3,788人 - 世帯数: 1,642 世帯 - 家族数: 1,052 家族 - 人口密度: 3人/km2（8人/mi2） - 住居数: 2,076軒 - 住居密度: 2軒/km2（4軒/mi2） 人種別人口構成 - 白人: 96.96% - アフリカン・アメリカン: 0.82% - ネイティブ・アメリカン: 0.87% - アジア人: 0.05% - その他の人種: 0.24% - 混血: 1.06% - ヒスパニック・ラテン系: 1.37% 年齢別人口構成 - 18歳未満: 21.7% - 18-24歳: 7.4% - 25-44歳: 22.1% - 45-64歳: 23.9% - 65歳以上: 24.8% - 年齢の中央値: 44歳 - 性比（女性100人あたり男性の人口） - 総人口: 96.8 - 18歳以上: 96.8 | 世帯と家族（対世帯数） - 18歳未満の子供がいる: 25.8% - 結婚・同居している夫婦: 53.8% - 未婚・離婚・死別女性が世帯主: 7.4% - 非家族世帯: 35.9% - 単身世帯: 33.3% - 65歳以上の老人1人暮らし: 19.4% - 平均構成人数 - 世帯: 2.24人 - 家族: 2.83人 収入と家計 - 収入の中央値 - 世帯: 25,335米ドル - 家族: 31,369米ドル - 性別 - 男性: 23,950米ドル - 女性: 16,135米ドル - 人口1人あたり収入: 14,283米ドル - 貧困線以下 - 対人口: 13.2% - 対家族数: 10.2% - 18歳未満: 17.2% - 65歳以上: 13.2% |

## 都市と町

### 法人化された都市
都市名の後の数字は2010年国勢調査での人口を示す。
- イエーツセンター, 1,417 - 郡庁所在地
- トロント, 281
- ネオショフォールズ, 141

### その他の町
- アセンズ
- ベイツビル
- クックヴィル
- ドゥランド
- ピクア
- ローズ
- バーノン

### ゴーストタウン
- デファイアンス
- カリダ

## 郡区
ウッドソン郡は6つの郡区に分けられている。イエーツセンター市は「政治的に独立」（英: governmentally independent)  と見なされ、下記郡区の数字からは外されている。下表で「人口中心」は最大都市であり、特に大きな数字でなければ、郡区の人口に含まれるものである。

## 教育

### 統一教育学区
- ウッドソン USD 366